# Moszczenica (dopływ Wieprzy)
Moszczenica – struga, lewobrzeżny dopływ Wieprzy, o długości 19,2 km i powierzchni zlewni 108 km².
Ma źródła w lasach na zachód od osady Gorzyca, w gminie Darłowo, przy linii kolejowej nr 202. Początkowo płynie w kierunku północno-wschodnim. W Boleszewie od prawego brzegu uchodzi do niej Kościelna Struga, następni płynie w kierunku wschodnim. Przy wschodnich granicach miasta Sławno do Moszczenicy od prawego brzegu uchodzi struga Rzyszczewka. Ponad kilometr dalej od lewego brzegu do Moszczenicy wpada Leniwka. Następnie Moszczenica przepływa przez centrum Sławna przy Starym Mieście, za którym uchodzi do niej od prawego brzegu Kanał Miejski. Struga odbija na północny wschód i po ok. 0,4 km uchodzi do rzeki Wieprzy, od jej lewego brzegu.
Moszczenica płynie początkowo przez obszary leśne, a następnie użytki rolne i mokradła.
W wyniku oceny stanu wód Moszczenicy z 2010 wykonanej w punkcie ujścia do Wieprzy określono III klasę elementów biologicznych, elementy fizykochemiczne poniżej stanu dobrego oraz umiarkowany stan ekologiczny.
Nazwę Moszczenica wprowadzono urzędowo rozporządzeniem w 1948 roku, zastępując poprzednią niemiecką nazwę strugi – Motze.
W okresie średniowiecza rzeka nosiła nazwę Mostenitz (opis dóbr Zakonu Cystersów klasztoru w Bukowie z kwietnia 1274 r.)